# John D. Rockefeller

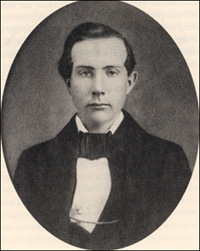
John D. Rockefeller som 22-åring, omkring 1861.

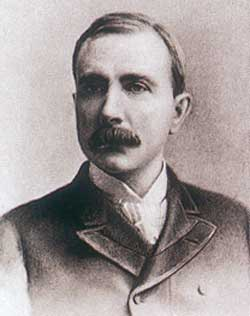
John D. Rockefeller omkring 1875.

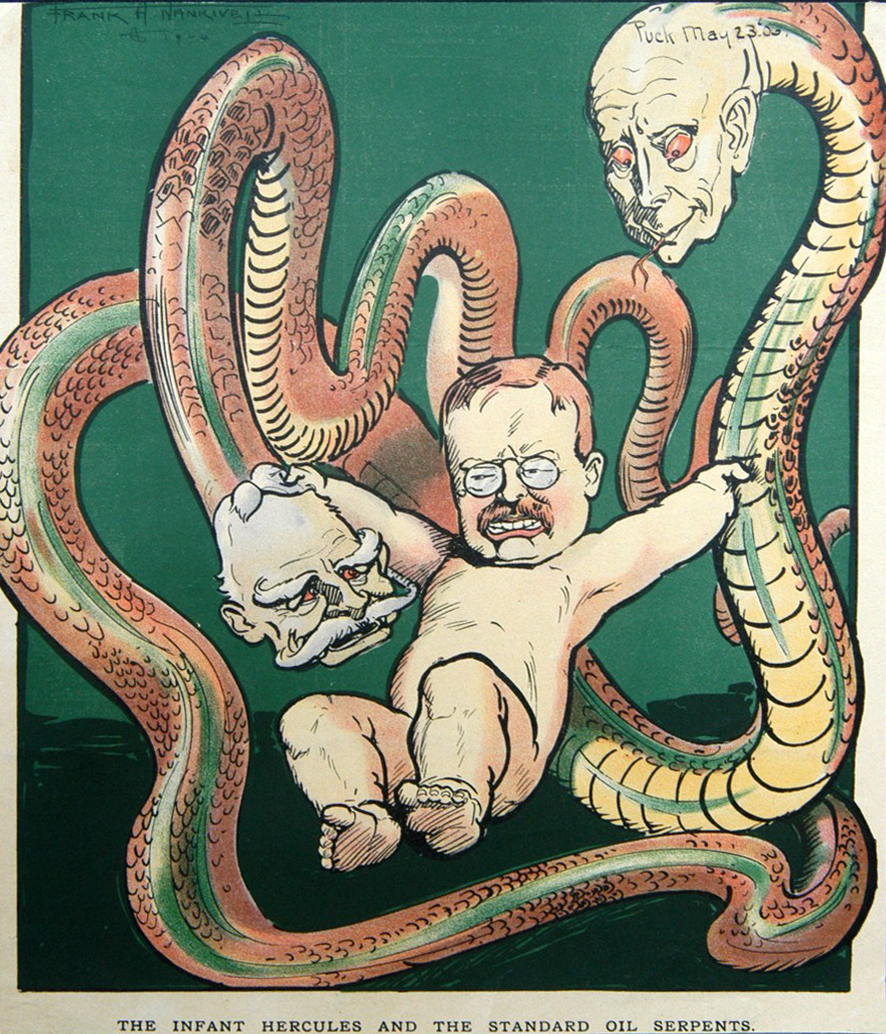
Teckning från 1906 från tidskriften Puck som visar USA:s president, Theodore Roosevelt som håller i Nelson W. Aldrichs huvud och John D. Rockefellers kropp animerad som en orm med Rockefellers huvud.

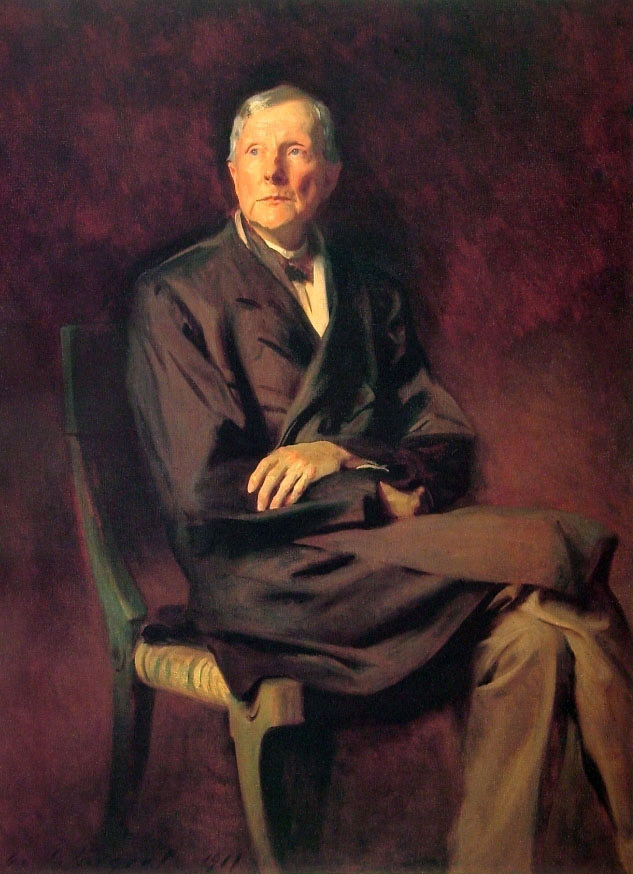
John D. Rockefeller, 1917.

John Davison Rockefeller, född 8 juli 1839 i Richford, Tioga County, New York, död 23 maj 1937 i Ormond Beach, Volusia County, Florida, var en amerikansk industriman, entreprenör och filantrop.
Rockefeller var en frontfigur i den tidiga oljeindustrin och hans affärsmetoder betraktades av många som tuffa och hänsynslösa. 1870 grundade han företaget Standard Oil, som dominerade oljebranschen fram tills det upplöstes av USA:s högsta domstol 1911.
Kort efter uppdelningen av Standard Oil blev Rockefeller världens första dollarmiljardär. Omräknat i dagens penningvärde skulle Rockefellers förmögenhet uppgå till cirka 318 miljarder dollar, vilket gör honom till en av de rikaste personerna genom tiderna.
Mot slutet av sitt liv gav Rockefeller bort stora delar av sin förmögenhet till välgörenhet; ett spår som hans son, John D. Rockefeller Jr., fortsatte på.

## Tidiga år
Rockefeller föddes 1839 i Richford i delstaten New York. Han var det andra av sex barn till William Avery Rockefeller och Eliza Davison. Släkten Rockefeller kommer ursprungligen från Tyskland. Ursprungligen hette de Rockenfeller. När Rockefeller var liten flyttade familjen till Moravia och sedan till Owego i New York. 1853 flyttade de igen, den här gången till Cleveland i Ohio, där familjen köpte ett hus. Rockefeller började i Clevelands Central High School. Som student hyrde han ett rum i staden och gick med i baptistförsamlingen Erie Street Baptist Church, där han blev förtroendevald styrelsemedlem vid 21 års ålder.
Han lämnade skolan år 1855 för att gå en handelskurs på Filsom Mercantilile College. Det tog honom endast tre månader att avsluta den annars sex månader långa kursen. Några veckor efter det fick han anställning hos grönsaksgrossisten Hewitt & Tuttle. Efter några månader blev han befordrad till kassör och bokhållare.
1858 var Rockefeller med och startade firman Clark & Rockefeller. Fyra år senare investerade de i ett oljeraffinaderi och 1865 sålde Rockefeller sin del av firman till partnern Clark för att själv investera 72 500 dollar i ett annat oljeraffinaderi. Det nya partnerskapet Rockefeller & Andrews hade bildats. Ungefär samtidigt hade brodern William Rockefeller startat ett eget raffinaderi, som 1867 köptes upp av Rockefeller & Andrews. 1870 bildade bröderna Rockefeller, Andrews, den nya partnern Henry M. Flagler och raffinaderiet Stephen V. Harkness bolaget Standard Oil med John D. Rockefeller som VD.

## Standard Oil
På 1870-talet blev oljepionjärerna Charles Pratt och Henry H. Rogers involverade i konflikter med det impopulära South Improvement Company. Bolaget skapades av Pennsylvania Railroad, PRR, för att gynna järnvägen och de stora oljeraffinaderierna; men anses av många vara ett täckbolag för att gynna Rockefeller genom förmånliga järnvägsfrakter, något som upprörde andra oljeproducenter.
De andra New York-raffinaderienas motstånd mot South Improvement Company leddes av Rogers. I mitten av mars 1872 sändes en kommitté till staden Oil City för att överlägga med oljefackförbundet. Genom att samarbeta med de andra berörda raffinaderierna lyckades man arbeta fram ett avtal mellan PRR och de andra järnvägarna, vars ledare till slut gick med på att ge lika villkor för alla och sluta samarbeta med South Improvement Company. Glädjen blev dock kortvarig; Rockefeller hade redan börjat med ett nytt projekt, Standard Oil. Han använde sig av en ny affärsmetod här, som innefattade att köpa upp konkurrenterna.
Rockefeller började tala med Charles Pratt om en sammanslagning av deras bolag. Pratt talade sedan med sin partner Rogers och de kom fram till att en sammanslagning skulle gynna dem. Rogers ställde ett antal krav som garanterade finansiell säkerhet samt arbete åt dem båda. Rockefeller accepterade kraven och 1874 slogs Charles Pratt and Company (inklusive Astral Oil) ihop med Standard Oil.

## Standard Oils monopol
Standard Oil fick så småningom en monopolställning och i stort sett full kontroll över oljan i USA, något som gjorde ägarna ofantligt rika. Standard Oils affärsmetoder kritiserades hårt. Tillväxten i företaget ökade ytterligare 1882 till följd av en omstrukturering, som innebar att separata bolag organiserades i varje delstat, USA:s första stora kartell. År 1898 inledde president William McKinley en hård kampanj för att få bort kartellerna i USA, något som försämrade Standard Oils läge. År 1904 kom boken The History of the Standard Oil Company ut. Den beskriver en företagare som gick i konkurs på grund av Rockefellers avtal med South Improvement Company.
Rockefeller själv drog sig tillbaka från affärslivet 1895, men behöll den formella chefstiteln till 1911. Han hade stora aktietillgångar i stål-
och gruvbranscherna, som avyttrandes till U.S. Steel. Rockefeller spelade också en stor roll i Chase Manhattan Bank.
År 1901 uppgick hans förmögenhet till ca 900 miljoner dollar, vilket gjorde honom till världens rikaste man vid tiden. Justerar man hans förmögenhet till dagsvärde, skulle han hamna i topp 20 bland dagens rikaste personer. År 2007 uppskattades hans förmögenhet med en sådan justering till cirka 318 miljarder dollar.
År 1911 bedömde USA:s högsta domstol att Standard Oil, med sin marknadsandel på 64 %, hade en monopolställning och beordrade företaget att delas upp, vilket resulterade i 37 mindre företag, bland andra Standard Oil of New Jersey, vilket efter fusion med Mobil Corporation utgör det nutida ExxonMobil.

## Privatliv
Rockefeller gifte sig med läraren Laura Celestia Spelman (1839–1915) den 8 september 1864 i Cleveland. De fick en son och fyra döttrar. Den äldsta dottern Bessie (1866–1906) gifte sig med Charles Strong. Den andra dottern Alice (1869–1870) dog kort efter födseln. Alta (1871–1962) gifte sig med E. Parmalee Prentice och den yngsta dottern Edith (1872–1932) gifte sig med Harold Fowler McCormick. Sonen John D. Rockefeller Jr. (1874–1960) ärvde mycket av familjens förmögenhet och fortsatte faderns välgörenhetsarbete.
Rockefeller avled 97 år gammal den 23 maj 1937 i sitt hem The Casements i Ormond Beach, Florida. Han begravdes på Lake View Cemetery i Cleveland, Ohio, staden som han ansåg vara sin hemstad.

## Betydelse
Rockefellers rykte som aktiv affärsman var mycket negativt, trots att han donerade pengar till välgörenhet, enligt sin baptisttro.  Efter att han drog sig tillbaka 1910 började han dock att få ett något bättre anseende. Rockefeller beräknas ha donerat 500 miljoner dollar (över 5 miljarder dollar i dag) till välgörenhet. Han var också en av de första privatpersoner som satsade pengar på medicinsk forskning. Hans gåva på 5 miljoner dollar hjälpte till att grunda Great Smoky Mountains nationalpark. Rockefeller grundade följande institutioner:
- University of Chicago, 1890
- The Rockefeller Institute for Medical Research (nu Rockefeller University), 1901
- General Education Board, 1902
- Rockefeller Foundation, 1913
- The Laura Spelman Rockefeller Memorial, 1918

Rockefellers släktingar fortsatte att vara bland de rikaste och mest inflytelserika personerna i USA på 1900-talet. Rockefellers barnbarn Nelson Rockefeller var USA:s vicepresident under Gerald Ford och ett annat barnbarn, Winthrop Rockefeller var guvernör i Arkansas. Hans barnbarnsbarn Jay Rockefeller (John D. Rockefeller IV) var guvernör i West Virginia och ledamot av USA:s senat.
Joakim von Ankas rival von Pluring (engelska John D. Rockerduck) är inspirerad av John D. Rockefeller.
Asteroiden 904 Rockefellia är uppkallad efter honom.